# Chang'e 4
Chang'e 4 (Chinees: 嫦娥四号; Hanyu pinyin: Cháng'é Sìhào) is een onbemande Chinese missie naar de Maan in 2018-2019. De ruimtemissie is de opvolger van de Chang'e 3-missie in 2013. Het is de eerste zachte landing op de achterkant van de Maan, het deel dat je vanaf de Aarde nooit ziet omdat de omlooptijd van de Maan om zijn as gelijk is aan die in zijn baan rond de Aarde.
De Chang'e 4-missie heeft op 3 januari 2019 een maanlander met een rover op de achterzijde van de Maan gezet. Om toch met de maanlander te communiceren heeft China in mei 2018 de satelliet Queqiao gelanceerd, die als tussenstation functioneert. Op de dag van de landing zond de Maanlander de eerste beelden terug naar de Aarde, gemaakt in de Von Kármánkrater in het Zuidpool-Aitken-bekken.
Later op de dag werd de rover Yutu (Joetoe) 2 op de Maanbodem uitgerold. Naast verkenning van het maanoppervlak gaat de rover, samen met de lander, bodemonderzoek doen. 
De hardware van Chang’e 4 en Yutu 2 lijkt heel sterk op die van Chang'e 3 en Yutu omdat de backup-hardware van Chang'e 3-missie gebruikt werd.

## Onderzoek
De specifieke wetenschappelijke doelstellingen van de missie zijn:
- Meten van de chemische samenstelling van de maanrotsen en de -bodem
- Meten van oppervlaktetemperatuur gedurende de looptijd van de missie.
- Verrichten van lage-frequentie radio astronomische observatie en onderzoek met een radiotelescoop
- Studie van de kosmische straling
- De zoncorona observeren, onderzoek naar de kenmerken van de straling en mechanisme alsmede het verkennen van de evolutie en het transport van plasmawolken tussen de zon en de aarde.